# Thomas Robert McInnes
Pour les articles homonymes, voir Thomas McInnes et McInnes.
Thomas Robert McInnes (5 novembre 1840-15 mars 1904) est un homme politique canadien qui est lieutenant-gouverneur de la province de Colombie-Britannique de 1897 à 1900.
Il est aussi député fédéral indépendant de la circonscription britanno-colombienne de New Westminster de 1874 à 1878, ainsi que sénateur réprésentant la division d'Ashcroft de 1881 à 1897.

## Biographie

### Premières années
Né près du lac Ainslie sur l'île du Cap-Breton en Nouvelle-Écosse d'un famille de parents écossais, McInnes étudie à l'université Harvard et effectue une formation en médecine au Rush Medical College de Chicago. Il sert dans l'Union Army pendant la guerre de Sécession américaine avant de revenir par la suite au Canada. S'établissant initialement à Dresden (en) en Ontario, mais se rend ensuite à New Westminster en Colomibe-Britannique en 1874. McInnes travaille comme médecin et chirurgien pour le Royal Columbian Hospital (en), ainsi que comme coroner. En juillet 1878, il est nommé superintendant provincial de la Lunatic Asylum.

### Carrière politique
McInnes devient maire de la ville de New Westminster en 1877. L'année suivante en mars 1878, il est élu sur sans opposition lors d'une élection partielle et devient député fédéral de New Westminster. Son élection est confirmée lors de l'élection générale de 1878. Il démission en décembre 1881 et est nommé au Sénat sous recommandation du premier ministre John A. MacDonald une douzaine de jours plus tard. McInnes démissionne du Sénat en 1897 lors de sa nomination en tant que lieutenant-gouverneur de la Colombie-Britannique.

### Lieutenant-gouverneur
Durant son mandat de lieutenant-gouverneur, ses nominations à la suite des démissions de deux premiers ministres sont controversées. Alors qu'un système politique à partis distinct remplace peu à peu un système de démocratie non partisane, les alliances étaient souvent imprécises. Suivant l'élection de 1898 (en), le premier ministre en fonction, John Herbert Turner, refuse de démissionner malgré sa minorité de support au parlement. McInnes demande alors à un ancien premier ministre Robert Beaven, de former le gouvernement. Cependant, une rumeur laisse entendre que McInnes aurait demandé à Beaven de donner un poste à son fils, William Wallace Burns McInnes, dans son cabinet et Beaven ne parvient pas à dégager une majorité. MCInnes demande finalement au chef de l'opposition officielle Charles Augustus Semlin de former le gouvernement et devient premier ministre. Semlin subit une motion de censure en 1900. Après que ce dernier demande à McInnes un peu de temps pour dégager une majorité, mais le lieutenant-gouverneur refuse et offre à Joseph Martin de former le gouvernement. Malgré le faible support du Parlement pour Martin qui subit aussi une motion de censure, il se maintien en poste jusqu'à l'élection de 1900 (en). Martin défait, McInnes demande à James Dunsmuir, que sa carrière ne préparait pas à occuper aussi rapidement cette fonction, de former le gouvernement. Excédé par ce lieutenant-gouverneur qui, en 18 mois, congédie ses conseillers constitutionnels à deux reprises, le premier ministre fédéral Wilfrid Laurier demande au gouverneur général, le comte de Minto, de le remplacer par l'ancien premier ministre du Québec, Henri-Gustave Joly de Lotbinière. McInnes devient alors le seul lieutenant-gouverneur de la Colombie-Britannique à être destitué.
Alors qu'il est sénateur, McInnes est connu pour avoir déposé le « Loi prévoyant l'utilisation du gaélique dans les procédures officielles » qui aurait fait du gaélique l'un des langues officielles du Canada. La proposition est défaite 42-7.

### Dernières années
Il tente un retour sans succès en politique fédérale lors d'une élection partielle dans Burrard en 1903 en Colombie-Britannique.
McInnes meurt à Vancouver en mars 1904 à l'âge de 63 ans et est inhumé au cimetière Fraser de New Westminster. Il était franc-maçon

## Famille
Son fils, Thomas Robert Edward McInnes (en) (1867-1951), est poète, écrivain et traducteur. Un autre fils, William Wallace Burns McInnes (1871-1954), est député et ministre en Colombie-Britannique, ainsi que commissaire du Yukon.